# Myrmecaelurus afghanus
Myrmecaelurus afghanus is een insect uit de familie van de mierenleeuwen (Myrmeleontidae), die tot de orde netvleugeligen (Neuroptera) behoort. 
Myrmecaelurus afghanus is voor het eerst wetenschappelijk beschreven door Kimmins in 1950.